# Truncospora
Truncospora is een geslacht van schimmels behorend tot de familie Polyporaceae. De typesoort is Truncospora ochroleuca.

## Soorten
Volgens Index Fungorum telt het geslacht 14 soorten (peildatum maart 2023):
| Soortnaam                  | Auteur(s)             | Publicatiejaar |
| -------------------------- | --------------------- | -------------- |
| Truncospora arizonica      | Spirin & Vlasák       | 2014           |
| Truncospora atlantica      | Spirin & Vlasák       | 2014           |
| Truncospora castanea       | (Corner) Zmitr.       | 2018           |
| Truncospora detrita        | (Berk.) Decock        | 2011           |
| Truncospora japonica       | (Yasuda) Zmitr.       | 2018           |
| Truncospora livida         | (Kalchbr.) Zmitr.     | 2018           |
| Truncospora macrospora     | B.K. Cui & C.L. Zhao  | 2013           |
| Truncospora mexicana       | Vlasák, Spirin & Kout | 2014           |
| Truncospora oboensis       | Decock                | 2011           |
| Truncospora ochroleuca     | (Berk.) Pilát         | 1953           |
| Truncospora ornata         | Spirin & Bukharova    | 2014           |
| Truncospora tephropora     | (Mont.) Zmitr.        | 2018           |
| Truncospora tropicalis     | Vlasák & Spirin       | 2014           |
| Truncospora wisconsinensis | C.L. Zhao & Pfister   | 2015           |